# Sri Aurobindo
Sri Aurobindo (Calcuta, 15 de agosto de 1872-Pondicherry, 5 de diciembre de 1950), fue un poeta, filósofo, activista político y fundador del Yoga Integral (pūrṇa yoga).  
Educado en Cambridge, a los 20 años regresa a su país natal, donde comienza a practicar yoga, al mismo tiempo que se entrega a un intenso activismo político en defensa de la independencia de India frente al colonialismo británico, actividad por la que será encarcelado durante un año.
A su salida de prisión se instala en Pondicherry, donde se retira para experimentar con una nueva sadhana (práctica) yóguica. Los registros de su autoindagación pueden leerse en Record of yoga,  diarios yóguicos elaborados en forma de siete cuartetos experimentales, que abordan el período de1912 a 1920Junto a su compañera espiritual, Mirra Alfassa, fundará  un ashram en esa misma ciudad y juntos sentarán las bases de un yoga integral que rechaza el paradigma tradicional de renuncia al mundo y trabaja por la supramentalización de la mente, la vida y la materia. 
En las últimas décadas, su visión del yoga, la psicología humana, la política y la sociedad,  están despertando un interés creciente en el ámbito académico. En el año 2008, Paul Heehs publicó una biografía suya titulada The Lives of Sri Aurobindo [Las vidas de Sri Aurobindo] (Columbia University Press). Más recientemente, Swami Medhananda ha defendido que el yoga de Sri Aurobindo continúa con el legado pluralista del vijñāna-vedānta propuesto por el místico Sri Ramakrishna (1836-1886).
El yoga integral de Sri Aurobindo debe entenderse a luz de su doctrina metafísica de carácter evolutivo plasmada en su obra magna The Life Divine [La Vida divina]. Por esta obra fue nominado al Premio Nobel de Literatura en 1943, año en que fue declarado desierto.
El yoga integral, también llamado yoga supramental, fue uno de los pocos yogas modernos que no buscó expandirse mediante la apertura de escuelas o ashrams fuera de las fronteras indias.  En una de las cartas a sus discípulos, Sri Aurobindo escribe: “No somos un partido ni una iglesia que busque adeptos o prosélitos.[…] Un hombre que se dedica sinceramente al yoga es más valioso que mil hombres famosos”.

## Los primeros años
Sri Aurobindo nació en Calcuta el 15 de agosto de 1872. A la edad de 7 años fue enviado a Inglaterra, donde pasó los siguientes años de su vida. En 1889 ingresó en la Universidad de Cambridge, con una bolsa de estudios concedida por la St. Paul's School de Londres. Después de haber adquirido los títulos necesarios para entrar en el servicio civil de la India, en el que no entró por haber rehusado presentarse al examen de equitación, regresó a su país y entró, en 1893, en el servicio administrativo del principado de Baroda (actual distrito del estado indio de Gujarat). Aparte de su trabajo administrativo, fue nombrado profesor de francés del colegio de Baroda, y, posteriormente, de inglés.
En este periodo aprendió el sánscrito y otras lenguas indias. Seguía al mismo tiempo con interés los acontecimientos políticos de la India.

## Actividad política
Volvió de Inglaterra convertido en un duro crítico de los británicos —a quienes acusaba, por ejemplo, de haber conquistado Irlanda utilizando los viejos métodos de la «traición cínica» y la «masacre implacable» y de gobernarla con el principio de «la fuerza es la ley»— y de los bengalíes partidarios de la occidentalización de la India. Señaló que éstos se engañaban a sí mismos porque los propios británicos consideraban a la democracia y al liberalismo como «poco apropiados para una nación sometida, donde es imprescindible mantener la supremacía despótica del hombre blanco aun a costa de todos los principios y de toda moral», y que además ponían en peligro el «alma» de la India «por culpa de una ciega rendición a las aberraciones del materialismo europeo». Así consideraba que todos los movimientos del siglo XIX en la India habían sido en realidad «movimientos europeos» que

adoptaban la maquinaria y los móviles de Europa, el llamamiento a los derechos de la humanidad o a la igualdad de estatus social, y una imposible uniformidad que la Naturaleza siempre se ha negado a conceder. Entremezclada con esos falsos evangelios había una veta de odio y amargura, que se manifestaba en la condena del sacerdocio de los brahmanes, en la hostilidad hacia el hinduismo y en el ignorante distanciamiento de las consagradas tradiciones.

También denunció los «pretextos» con los que los británicos justificaban su dominio sobre la India y el imperialismo en general:

El imperialismo tenía que justificarse a sí mismo frente a esa moderna forma de sentir [que la esclavización de una nación por otra, de una clase por otra, de un hombre por otro resultaba repugnante para la moral], y la única forma de lograrlo era fingir que se actuaba en calidad de fideicomisario de la libertad, encargado desde las más altas esferas de civilizar a los incivilizados e instruir a los incultos, hasta que llegara el momento en que el benevolente conquistador hubiera cumplido su tarea y pudiera retirarse de forma altruista. Estos fueron los pretextos con los que Inglaterra justificó la usurpación del legado de los mongoles y nos deslumbró para que diéramos nuestra aquiescencia como tributo al esplendor de su rectitud y generosidad.

Con motivo de la división de Bengala, en 1905, abandonó Baroda y empezó a participar abiertamente en política, en concreto en el movimiento nacionalista de Bengala, durante el trágico periodo de 1906 a 1910. Trató de influir en la transformación del pensamiento y opinión de la India, especialmente a través del periódico Bande Mataram, vehículo de sus teorías. Detenido en 1908, fue encarcelado durante un año en la prisión de Alipore (Calcuta).
En 1909 afirmó sardónicamente que «los principales triunfos de la Ilustración europea ante la que agachamos la cabeza» habían sido «la chaqueta y los pantalones, el aristócrata británico, el capitalista estadounidense y el apache parisino».
Tras la tragedia de la Primera Guerra Mundial afirmó que la «jactanciosa, agresiva y dominante Europa» estaba «condenada a muerte», a la espera de su «aniquilación» y que «la civilización científica, racionalista, industrial y pseudodemocrática de Occidente» estaba «en vías de disolución».

## El yoga
Su estancia en prisión significó un cambio decisivo en su vida. 
Al salir de la cárcel fundó dos semanarios, uno en inglés, Karmayogin, y otro en bengalí, Dharma. Continuó durante algún tiempo sus actividades políticas, pero una noche recibió el aviso de que la policía proyectaba realizar un registro en su despacho de Karmayogin y, para no ser detenido o deportado, fue a esconderse a Chandemagore, a pocos kilómetros de Calcuta. Aquí recibió "una orden de lo Alto" de ir a Pondicherry a donde llegó el 4 de abril de 1910.
Después de cuatro años de yoga en el silencio fundó, el 15 de agosto de 1914, una revista filosófica mensual, Arya, en la que expresaba, en lenguaje intelectual, su visión del hombre y de la Historia, del destino divino del hombre y del camino a seguir para alcanzarlo, de la marcha de la sociedad humana hacia la unidad y la armonía, de la naturaleza y de la evolución de la poesía, del sentido profundo de los Vedas, de los Upanishad y de la Bhagavad-gītā y del espíritu y de la significación de la cultura india.

## Obra escrita
- Filosofía:

Los contenidos aparecidos en Arya están actualmente recogidos y publicados en libros: La Vida Divina, La Síntesis del Yoga, El Ciclo Humano, El Ideal de la Unidad Humana, La Poesía Futura, El Secreto del Veda, Ocho Upanishads, Ensayos sobre la Gita, Los Fundamentos de la Cultura India. Es uno de los autores pioneros de la 'filosofía comparada', en la que se introdujo sobre todo mediante el estudio de Heráclito. A caballo entre la filosofía y el yoga, y dada la accesibilidad de su lectura por tratarse de sentencias breves, hay que destacar: Aforismos y Ojeadas y Pensamientos.
- Poesía:

La práctica totalidad de su obra poética está recogida en: Collected Poems. Mención aparte merece el poema épico Savitrí: una leyenda y un símbolo, considerada por el propio Sri Aurobindo como su obra más representativa y que, tomando como pie un breve relato contenido en el Majábharata, constituye una descripción en tono épico-poético de toda la experiencia interior y espiritual del autor.
- Yoga:

Además de los anteriores, desde el punto de vista práctico, como guía y orientación en el camino de su yoga, el Purna Yoga Yoga Completo o Yoga Total conocido como Yoga Supramental, existe una extensa recopilación de escritos y cartas enviados a sus discípulos: Cartas del yoga, publicada de forma parcial bajo los siguientes títulos: Las bases del yoga, Luces de yoga, Nuevas luces sobre el yoga, El ser psíquico. Algunas de estas cartas por la importancia y profundidad del tema que tratan han alcanzado el carácter de pequeñas obras aparte con sustantividad propia. Es el caso de El enigma de este mundo (de título suficientemente significativo) y de La Madre, conjunto de cartas que de forma sucinta y de la propia mano de Sri Aurobindo exponen el contenido esencial de su yoga.

## Últimos años
- Durante la Segunda Guerra Mundial se pronunció abiertamente en apoyo de la causa aliada, al percibir con claridad el peligro que las fuerzas del nazismo representaban para la evolución futura de la humanidad.*
- Tras la independencia declinó el ofrecimiento de presidir el Congreso Nacional Indio.
- Sri Aurobindo murió el 5 de diciembre de 1950.

## Lo esencial de su enseñanza
- La divinidad no es algo lejano e inaccesible, sino que se encuentra por doquier y también dentro del ser humano, es la divinidad interior. Sri Aurobindo designa este principio divino en el interior del hombre como ser psíquico y muestra el camino para entrar en contacto con él y hacer que su influjo pueda dejar también su impronta en la vida exterior.

- En el aspecto universal o cósmico Sri Aurobindo plantea la existencia de un principio activo de la divinidad —al que denomina Supermente— que lleva en sí mismo la capacidad, el poder inherente, de cambiar el curso de la marcha de la humanidad, desde la actual situación en la ignorancia hacia un desarrollo evolutivo con una mayor presencia de la luz y de la consciencia.

## Legado

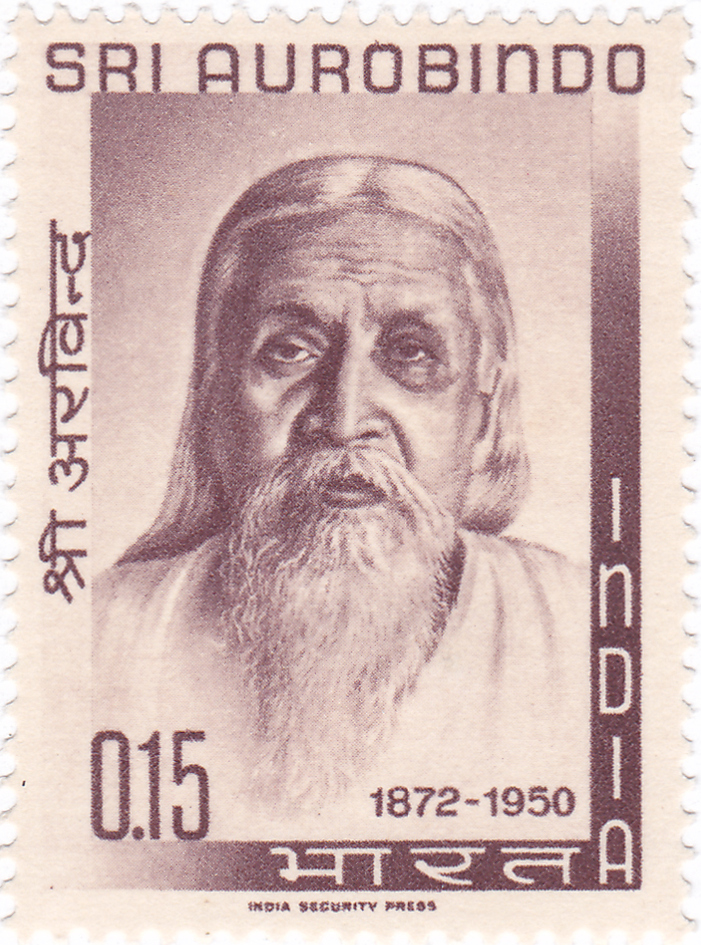
Sri Aurobindo en un sello de la India de 1964

Sri Aurobindo fue un nacionalista indio, pero es más conocido por su filosofía sobre la evolución humana y el yoga integral.

### Influencia
Su influencia ha sido muy amplia. En la India, S. K. Maitra, Anilbaran Roy y D. P. Chattopadhyaya comentaron la obra de Sri Aurobindo. Escritores sobre esoterismo y sabiduría tradicional, como Mircea Eliade, Paul Brunton y René Guenon, lo consideraron un auténtico representante de la tradición espiritual india, aunque René Guenon pensaba que el pensamiento de Sri Aurobindo había sido traicionado por algunos de sus seguidores y que algunas obras publicadas bajo su nombre no eran auténticas, ya que no eran tradicionales.
Haridas Chaudhuri y Frederic Spiegelberg fueron algunos de los inspirados por Aurobindo, que trabajaron en la recién creada Academia Americana de Estudios Asiáticos de San Francisco. Poco después, Chaudhuri y su esposa Bina crearon la Cultural Integration Fellowship, de la que más tarde surgió el Instituto de Estudios Integrales de California.
Sri Aurobindo influyó en Subhash Chandra Bose para que tomara la iniciativa de dedicarse a tiempo completo al Movimiento Nacional Indio. Bose escribe: "El ilustre ejemplo de Arabindo Ghosh se cierne ante mi visión. Siento que estoy dispuesto a hacer el sacrificio que ese ejemplo exige de mí".
Karlheinz Stockhausen se inspiró mucho en los escritos de Satprem sobre Sri Aurobindo durante una semana de mayo de 1968, momento en el que el compositor atravesaba una crisis personal y había descubierto que las filosofías de Sri Aurobindo eran relevantes para sus sentimientos. Tras esta experiencia, la música de Stockhausen dio un giro completamente distinto, centrándose en el misticismo, que continuaría hasta el final de su carrera.
Jean Gebser reconoció la influencia de Sri Aurobindo en su obra y se refirió a él varias veces en sus escritos. Así, en El origen invisible cita un largo pasaje de La síntesis del yoga. Gebser cree que fue "de alguna manera introducido en el extremadamente poderoso campo de fuerza espiritual que irradia Sri Aurobindo". En su título Asia sonríe de forma diferente relata su visita al Ashram de Sri Aurobindo y su encuentro con la Madre, a la que califica de "persona excepcionalmente dotada"
Tras conocer a Sri Aurobindo en Pondicherry en 1915, el escritor y artista danés Johannes Hohlenberg publicó uno de los primeros títulos sobre Yoga en Europa y más tarde escribió dos ensayos sobre Sri Aurobindo. También publicó extractos de La Vida Divina en traducción danesa
William Irwin Thompson viajó a Auroville en 1972, donde conoció a "La Madre". Thompson ha calificado las enseñanzas de Sri Aurobindo sobre espiritualidad de "anarquismo radical" y "enfoque post-religioso" y considera que su trabajo "... se remonta a la cultura de la Diosa de la prehistoria y, en términos de Marshall McLuhan, 'recupera culturalmente' los arquetipos del chamán y la sage femme...". "Thompson también escribe que experimentó Shakti, o poder psíquico proveniente de La Madre en la noche de su muerte en 1973.
Las ideas de Sri Aurobindo sobre la evolución de las capacidades humanas influyeron en el pensamiento de Michael Murphy - e indirectamente, en el movimiento del potencial humano, a través de los escritos de Murphy.
El filósofo estadounidense Ken Wilber ha llamado a Sri Aurobindo "el mayor sabio filósofo moderno de la India". y ha integrado algunas de sus ideas en su visión filosófica. La interpretación que Wilber hace de Aurobindo ha sido criticada por Rod Hemsell. El escritor de la Nueva Era Andrew Harvey también considera a Sri Aurobindo una de sus principales fuentes de inspiración.

## La Madre
Su íntima colaboradora, Mirra Alfassa, más conocida como La Madre, nacida en París de padre turco y madre egipcia, llegó a Pondicherry el 29 de marzo de 1914, asentándose allí definitivamente en 1920.
Sri Aurobindo la consideraba su igual, y a causa de su capacidad para la organización, se hizo cargo de la vida diaria del áshram a partir del 24 de noviembre de 1926, cuando Sri Aurobindo se recluyó retirándose de la vida pública. Desde esta fecha queda a cargo de La Madre la supervisión de los asuntos del áshram, incluidos sus Institutos y Auroville, la ciudad internacional cercana a Pondicherry, fundada en 1968.
Tras la desaparición de Sri Aurobindo, La Madre continuó el trabajo yóguico emprendido por éste.
Las enseñanzas de La Madre fueron impartidas principalmente en forma oral, habiendo sido recopiladas en diversos volúmenes bajo los títulos de Conversaciones y de La Agenda.
De su obra escrita cabe destacar Plegarias y meditaciones.